# Medea (film 1988)
Medea è un film per la televisione danese del 1988 diretto da Lars von Trier, basato su una sceneggiatura che Carl Theodor Dreyer, maestro spirituale del regista, aveva preparato ma mai girato, ispirato dall'omonima tragedia di Euripide.

## Trama
Medea, il marito Giasone ed i loro due figli vivono felicemente la propria vita a Corinto, finché Creonte, re della città, non decide di dare sua figlia Glauce in sposa a Giasone. Avendo così la possibilità di successione al trono, quest'ultimo accetta ed abbandona sua moglie Medea.
Vista l'indifferenza di Giasone verso la propria disperazione, Medea medita una tremenda vendetta. Fingendosi rassegnata, manda in dono una corona alla giovane Glauce, la quale, non sapendo che le punte della corona sono ricoperte di veleno, l'afferra e si punge, morendo così fra dolori strazianti. Il padre Creonte, corso in aiuto, si punge anch'egli, morendone.
Ma la vendetta di Medea non finisce qui. Per assicurarsi che Giasone non abbia discendenza, uccide i figli avuti con lui, impiccandoli ad un albero.

## Il film
Brigitte Price, direttrice del dipartimento teatrale di Danmarks Radio, dopo aver riscosso un discreto successo con la sua rappresentazione della Medea di Euripide, interpretata da Kirsten Olesen, commissiona a von Trier una versione cinematografica, usando un vecchio lavoro di Carl Dreyer.
Il regista, grande estimatore di Dreyer, usa molto del materiale lasciato dal regista, togliendo però la parte dedicata al coro. Dreyer infatti voleva compiere un'opera filologica sul testo di Euripide, usare il coro e girare il film in Grecia, mentre von Trier lo ambienta nello Jutland, nel Nord Europa.
Lo scritto originale di Dreyer, poi, prevedeva che Medea uccidesse i propri figli con il veleno, reputando l'uccisione col pugnale di Euripide troppo violenta da mostrare. Invece von Trier cambia ancora, facendo impiccare i bambini, dando quindi una visione cruda e dura dell'infanticidio, com'era in Euripide, e dando così al personaggio di Medea un carattere forte, suo malgrado.
Inizialmente nel ruolo di Jason (versione danese del nome Giasone) era previsto l'attore francese Niels Arestrup, che però rifiutò il ruolo 10 giorni prima delle riprese. Così von Trier chiamò il suo vecchio amico Udo Kier per il ruolo da co-protagonista.
Il film è girato completamente in video, poi trasportato in pellicola, e poi riportato nuovamente in video, per dare alla pellicola quel suo particolare aspetto "onirico"
Il film ha vinto il Premio Jean D'Arcy per il miglior film per la televisione.
In Italia il film ha trovato una distribuzione in VHS (e successivamente in DVD) solo nei primi anni del 2000 per la Raro Video, ma sempre in versione originale sottotitolata in italiano. In televisione è stato trasmesso sui canali a pagamento, nell'ambito di vari cicli dedicati al regista danese, e su Raitre (a Fuori orario. Cose (mai) viste) nel 2010.